# Магонія падуболиста
Магонія падуболиста (Mahonia aquifolium) — вічнозелена рослина родини барбарисових.
В Україні росте у парках і скверах по всій території.

## Опис
Батьківщина — Північна Америка. Чагарник заввишки 1-1,5 м. Листя вічнозелене, складно-пір'ясте, складається з 5-9-ти пружних, блискучих із зазубреними краями листків. Квіти жовті, з'являються після розвитку пагонів (квітень-травень). Плоди їстівні. У промисловості використовуються, як барвник у виробництві вин. Вид декоративний завдяки оригінальному листю і квітам. Стійкий до несприятливих умов міського середовища. Добре розвивається в затінених місцях.

## Декоративні властивості
У зеленому будівництві магонію падуболисту висаджують на газонах, партерах, для оформлення узлісь масивів і груп дерев, може рости під наметом у рідких куртинах завдяки тіневитривалості.

## Галерея фото

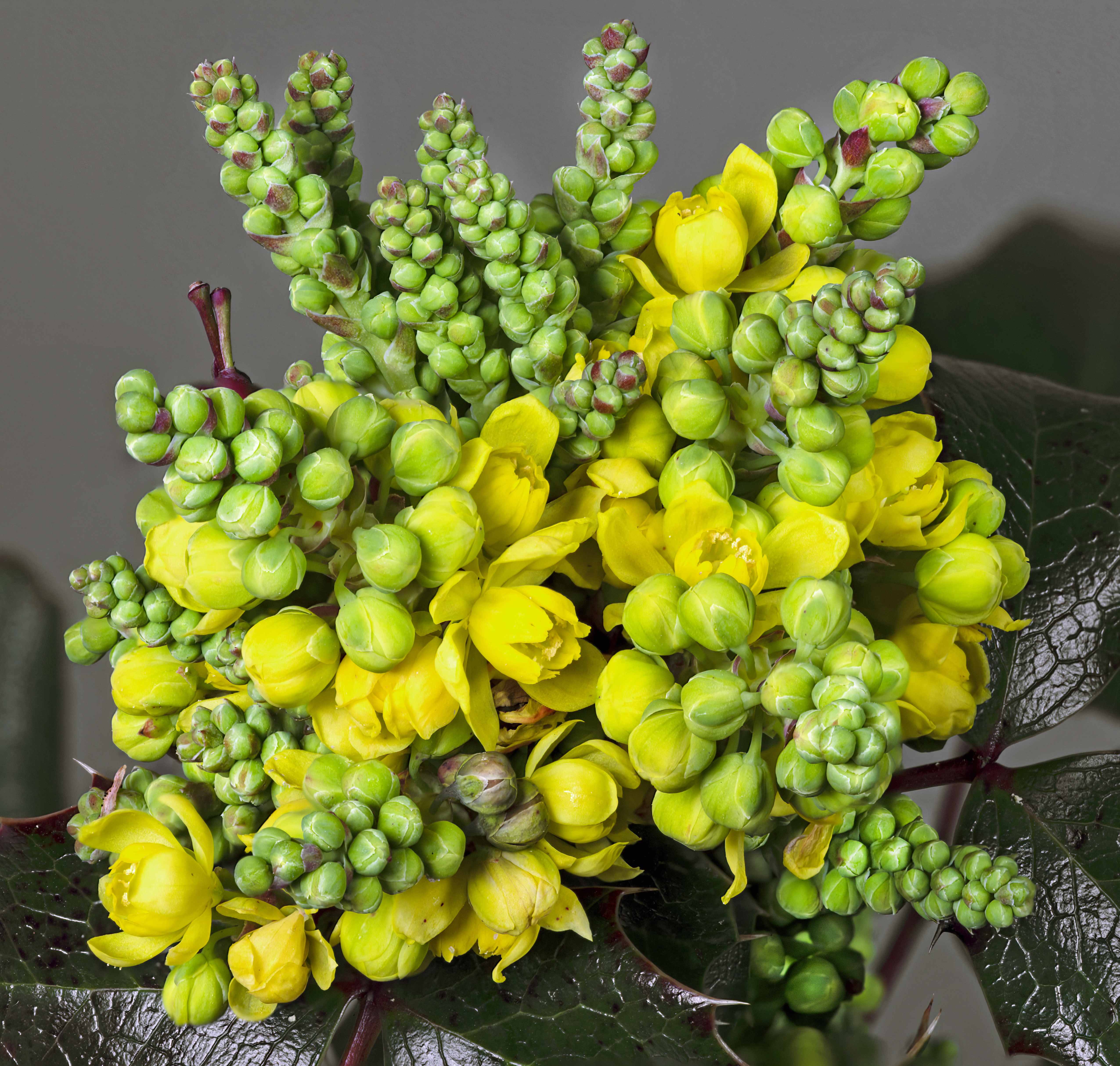
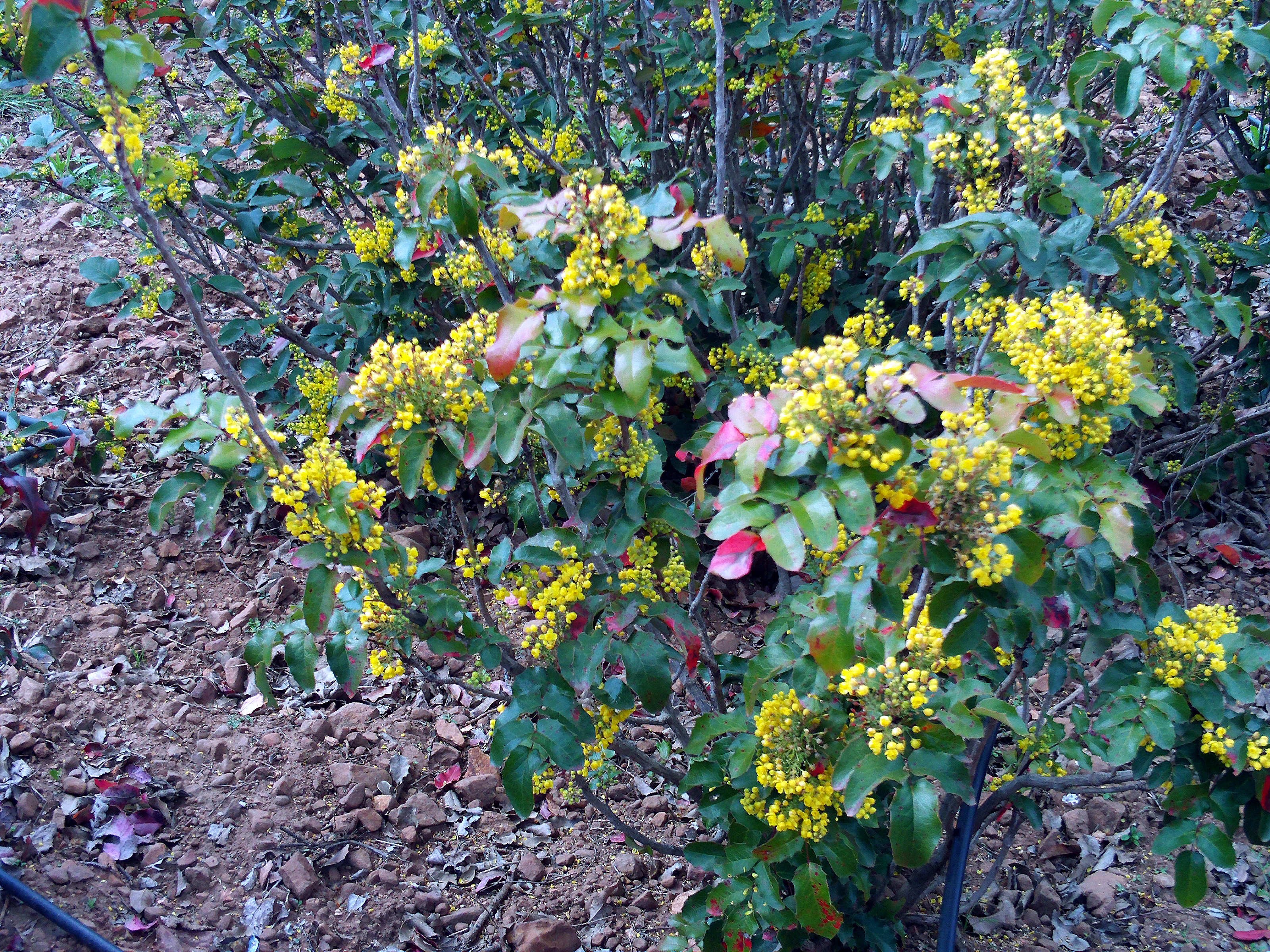
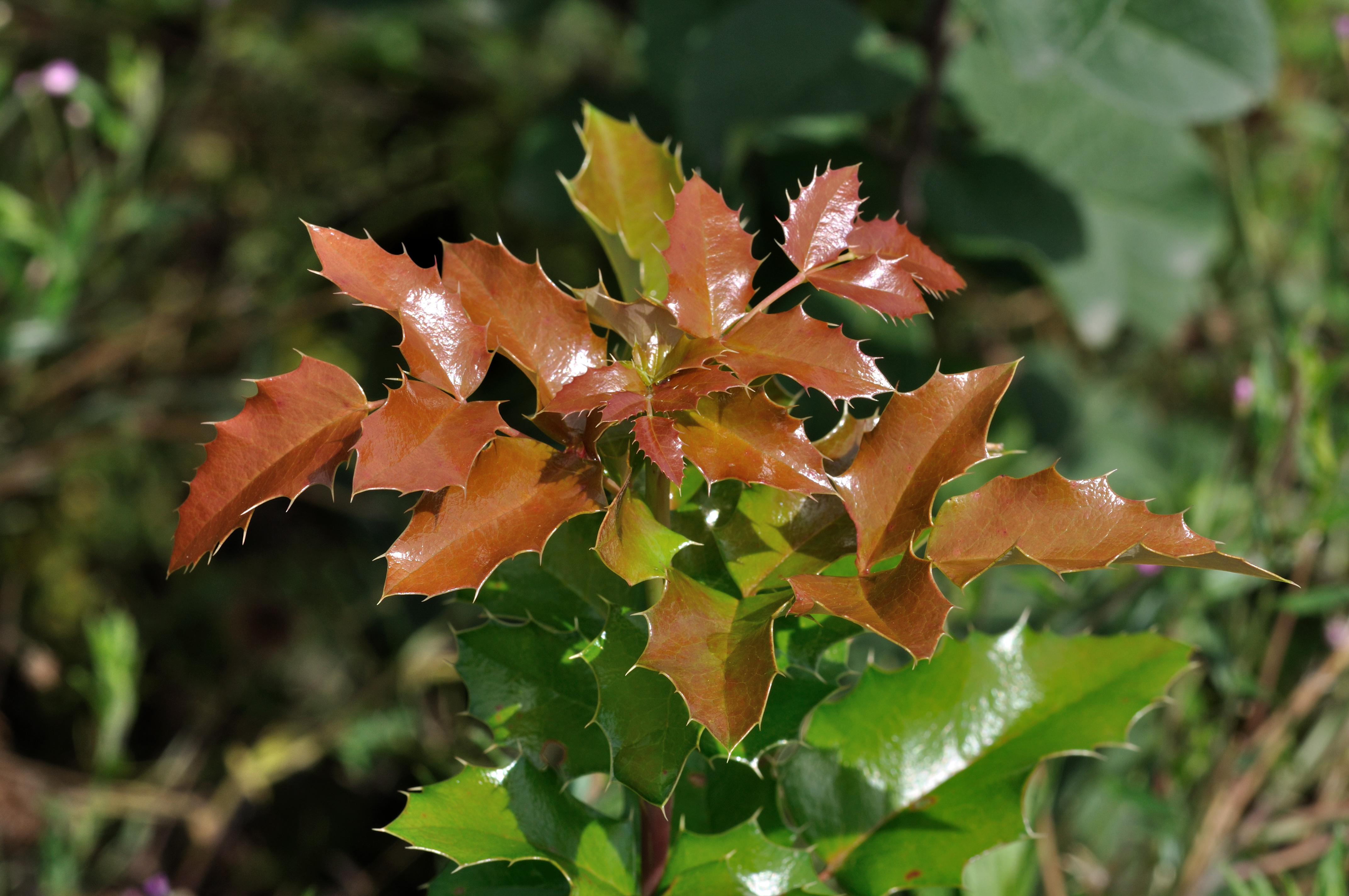
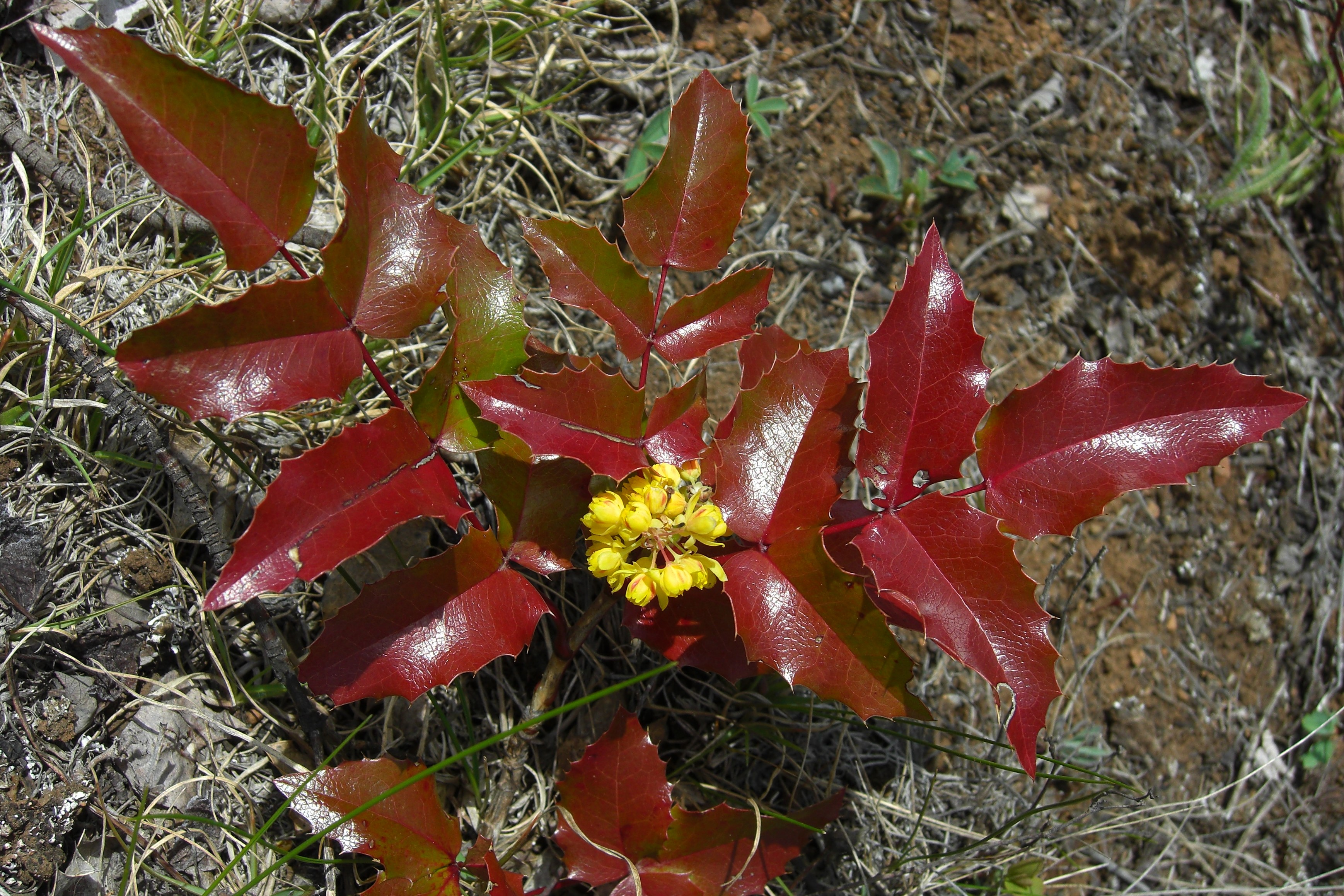
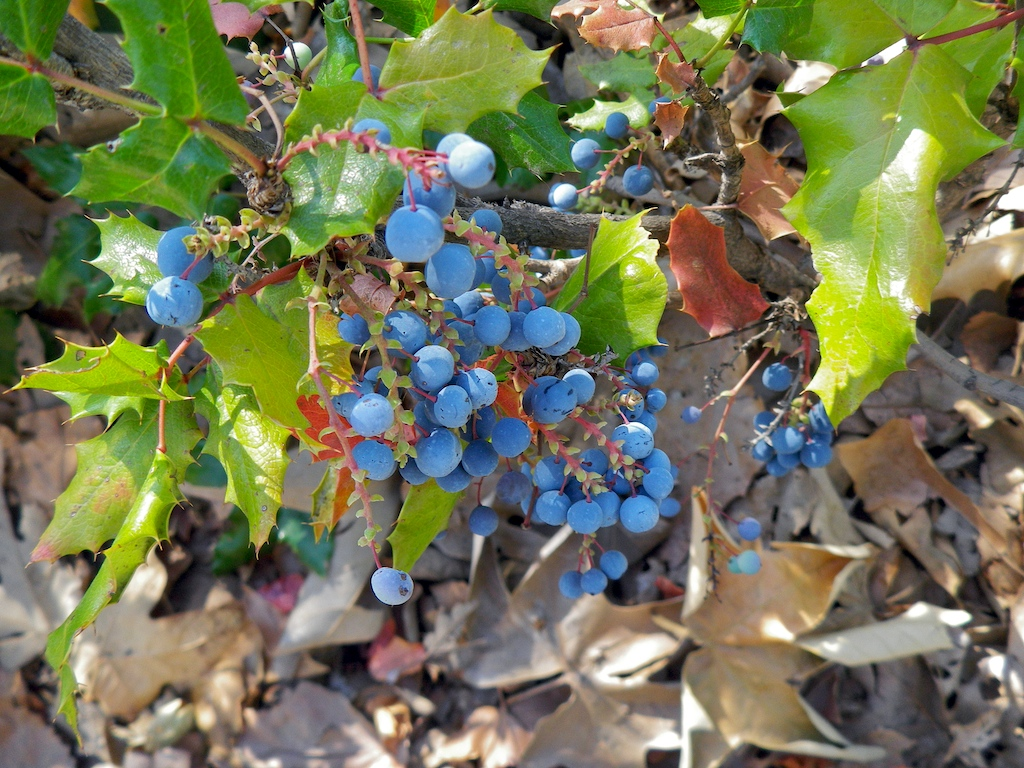